# Томмазо Монтано
Томмазо Монтано (італ. Tommaso Montano, нар. 14 березня 1953, Ліворно, Італія) — італійський фехтувальник на шаблях, срібний (1976 рік) призер Олімпійських ігор.

## Виступи на Олімпіадах
| Олімпіада     | Дисципліна     | Місце |
| ------------- | -------------- | ----- |
| Монреаль 1976 | командна шабля | 2     |